# Airelle des marais
Vaccinium uliginosum · Myrtille des marais
Espèce
La myrtille des marais ou airelle des marais (Vaccinium uliginosum) est une espèce de plante à fleurs de la famille des Ericaceae. C'est un sous-arbrisseau large de 30 à 80 cm que l'on le trouve dans les tourbières, les landes, les pentes rocheuses subalpines et les bois humides des montagnes circumboréales, entre 500 et 3 000 m d'altitude (généralement de 900 à 1 800 m).

## Dénominations
- Nom scientifique : Vaccinium uliginosum Linnaeus, 1753[1],[2];
- Nom accepté, recommandé ou typique en français : Airelle des marécages[2],[3] (Canada), Airelle des marais[4],[2],[5] ou Airelle noire[4] (France).
- Autres noms vulgaires (vulgarisation scientifique) : Airelle à petites feuilles[5], Myrtille des marais[6],[7],[8].
- Noms vernaculaires (langage courant), pouvant désigner aussi d'autres espèces : myrtille de loup[2],[4], bleuet traînard[2], orcette[4] ou embrune[réf. souhaitée]. Aussi appelée brimbelle d’âne dans les Vosges [9].

Attention aux confusions avec l'espèce Vaccinium myrtillus L., la myrtille. Celles-ci sont cependant sans conséquences, les fruits des deux espèces étant comestibles et de saveurs très voisines.

## Description

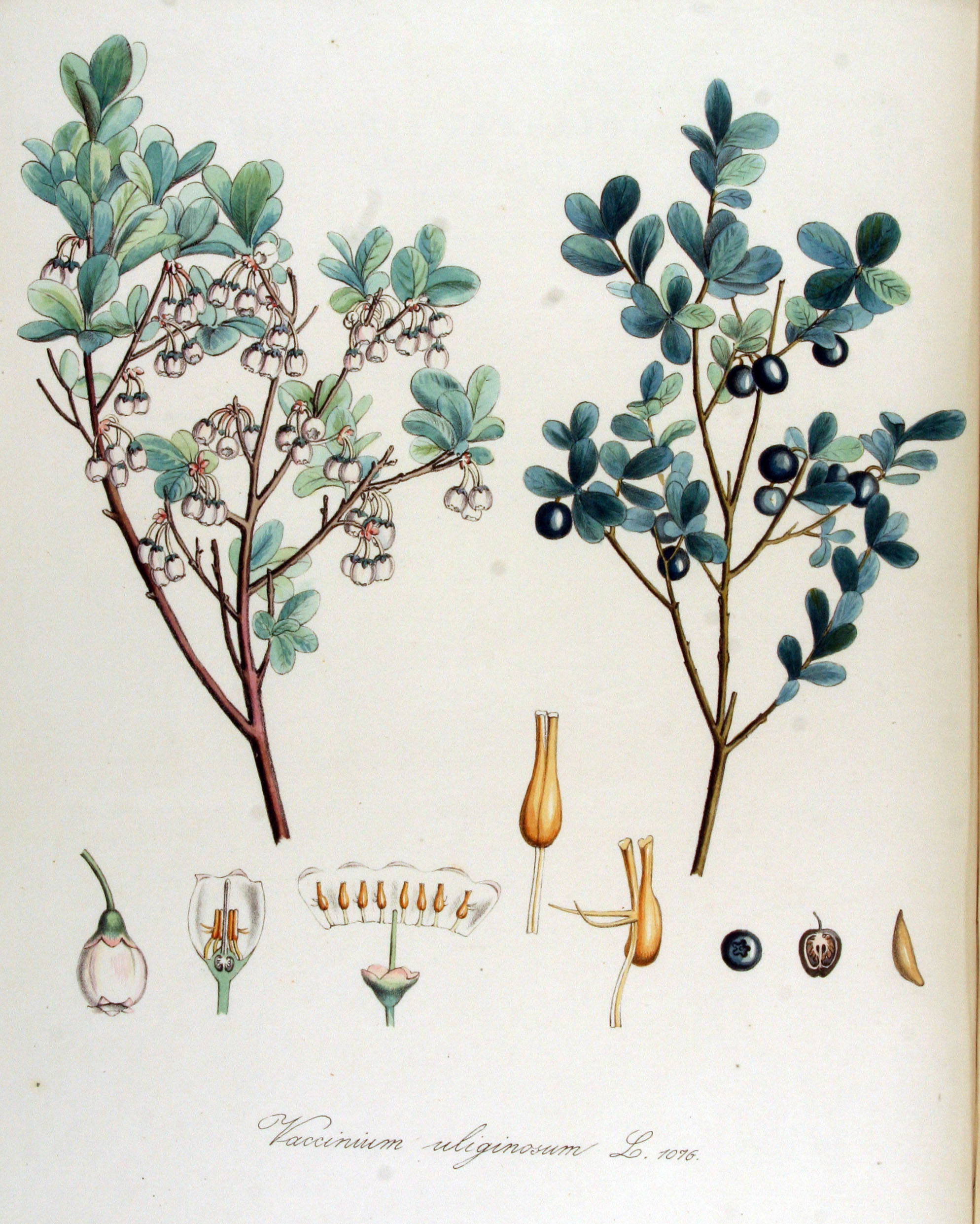
Vaccinium uliginosum L. Planche botanique de 1872
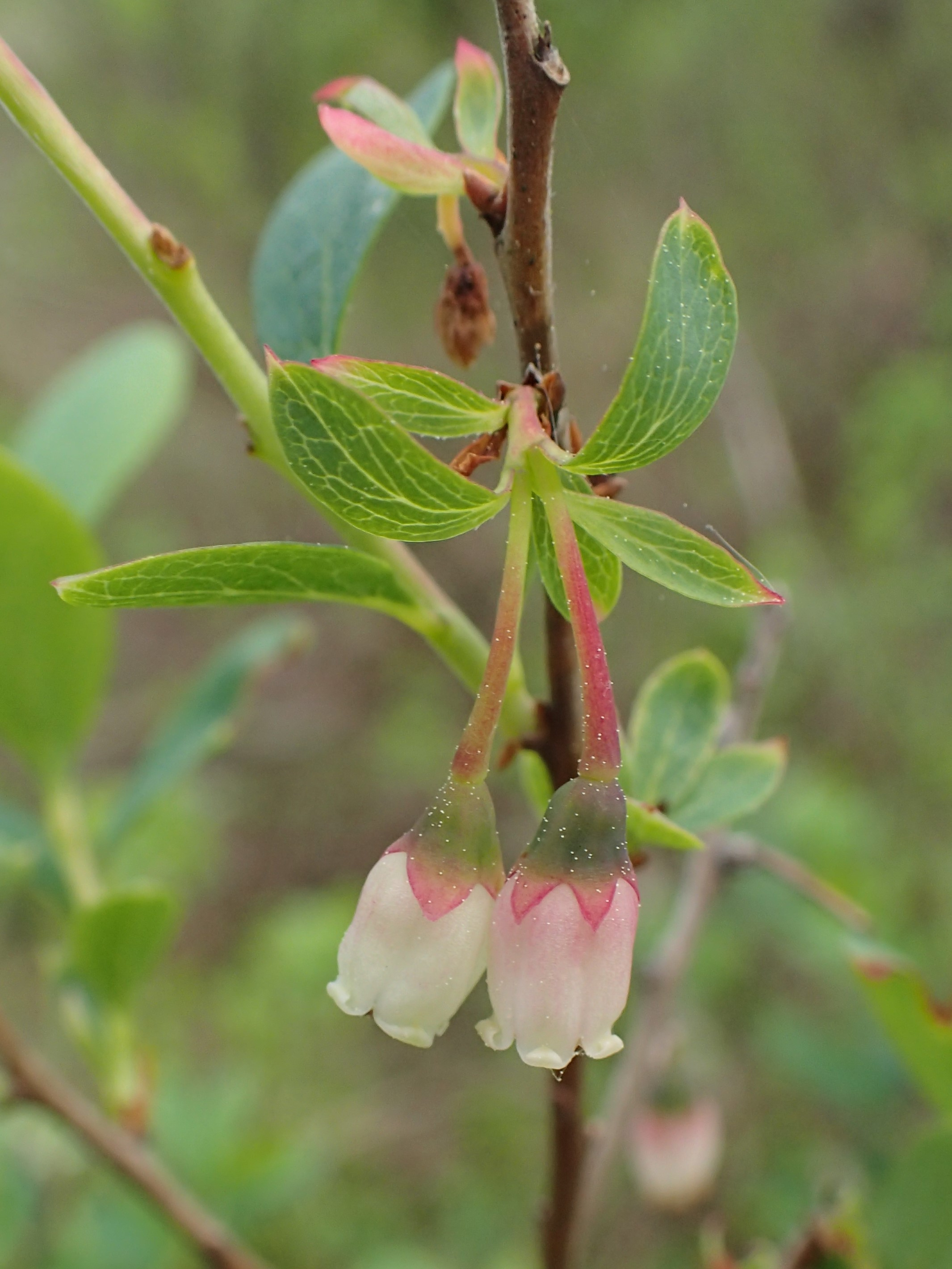
Fleurs
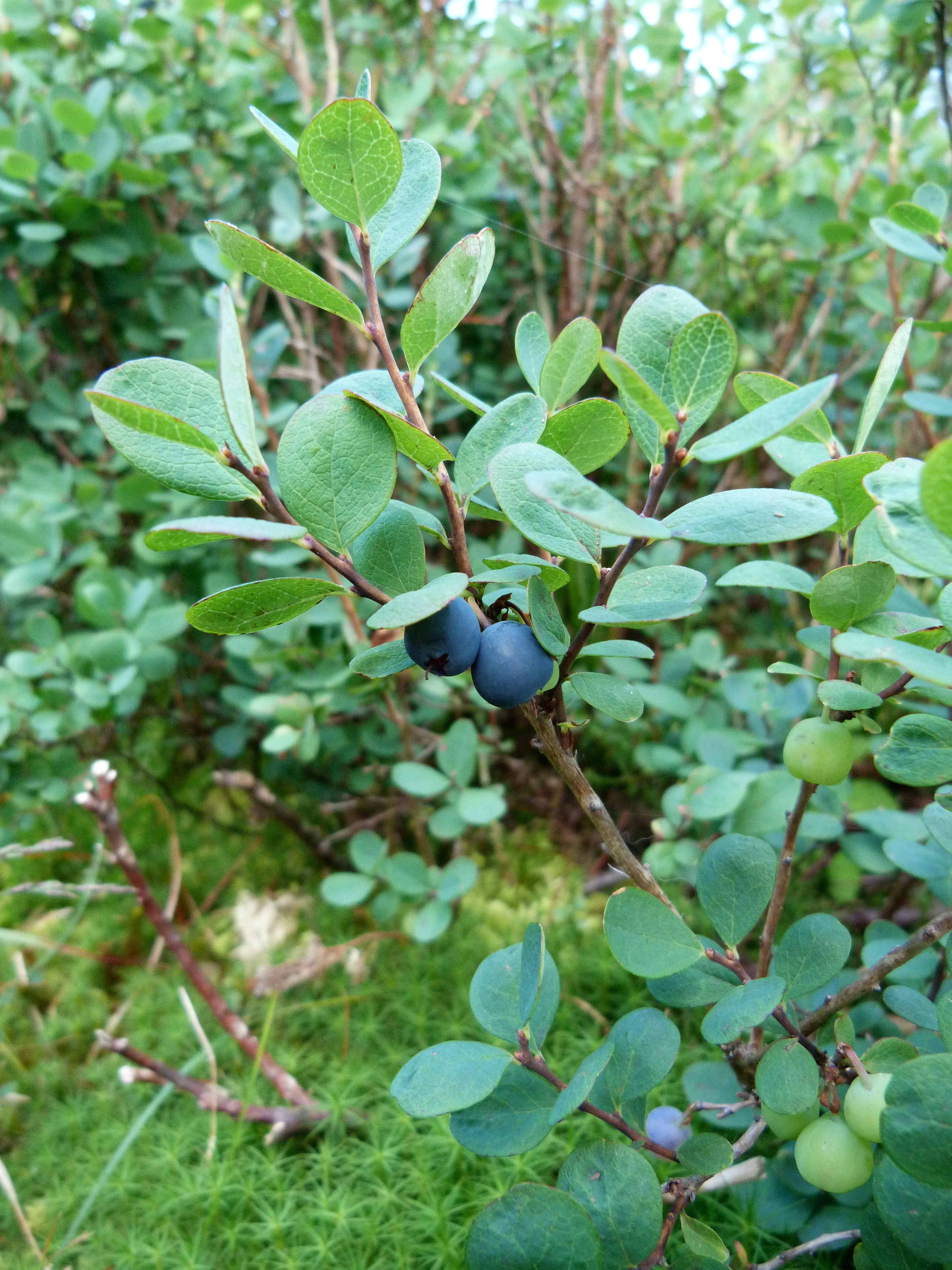
Branche
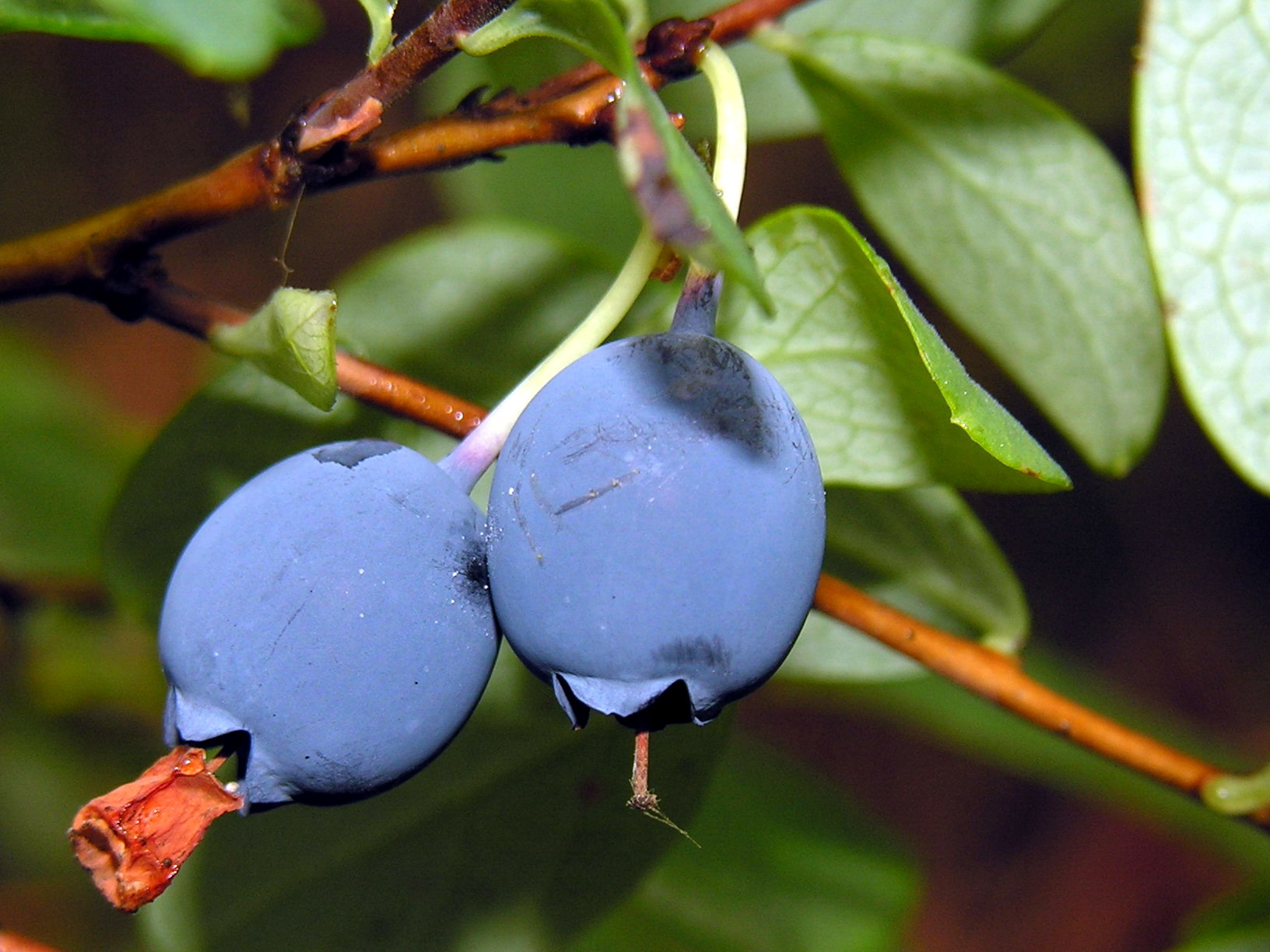
Fruits
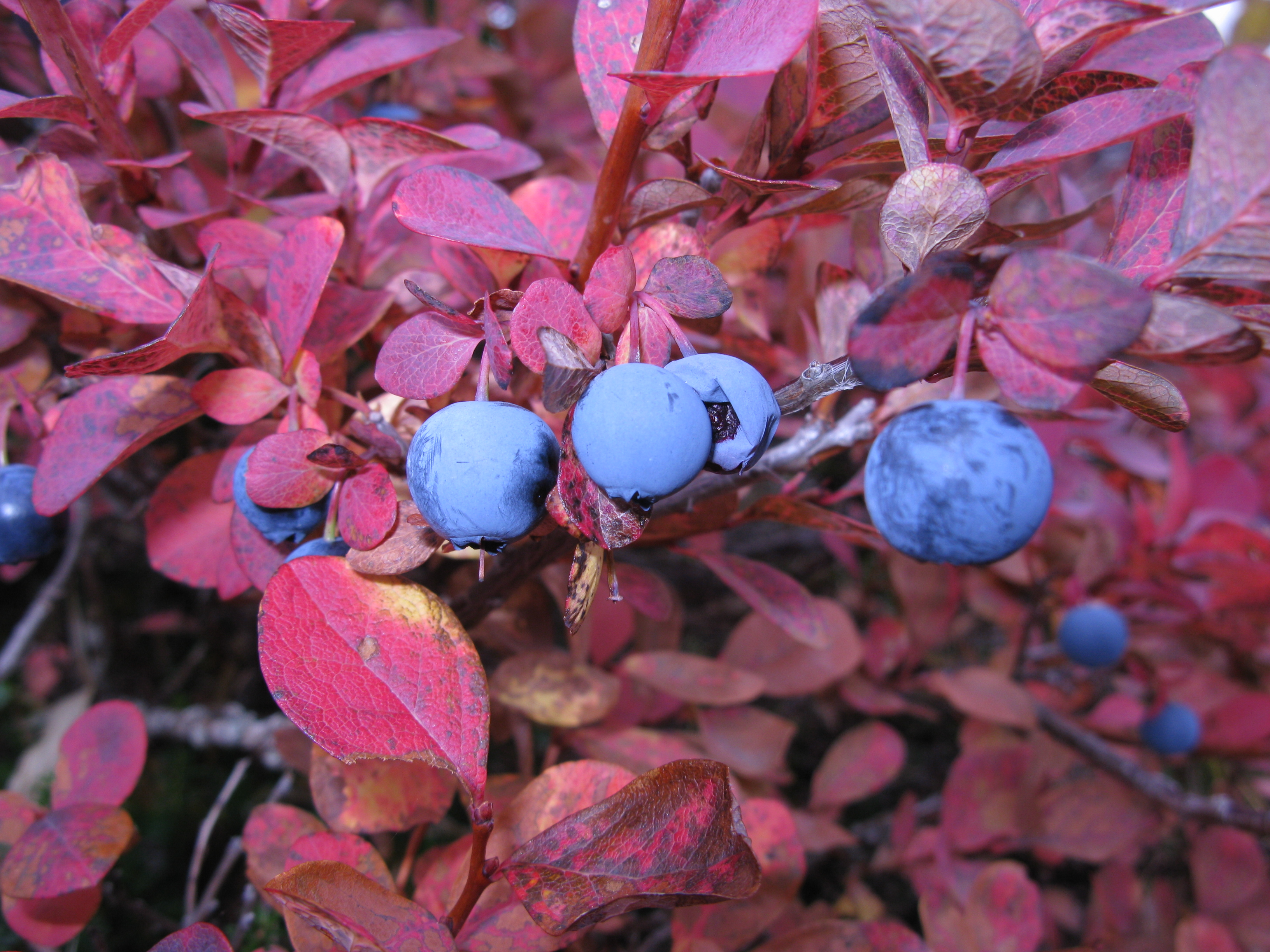
Feuillage d'automne
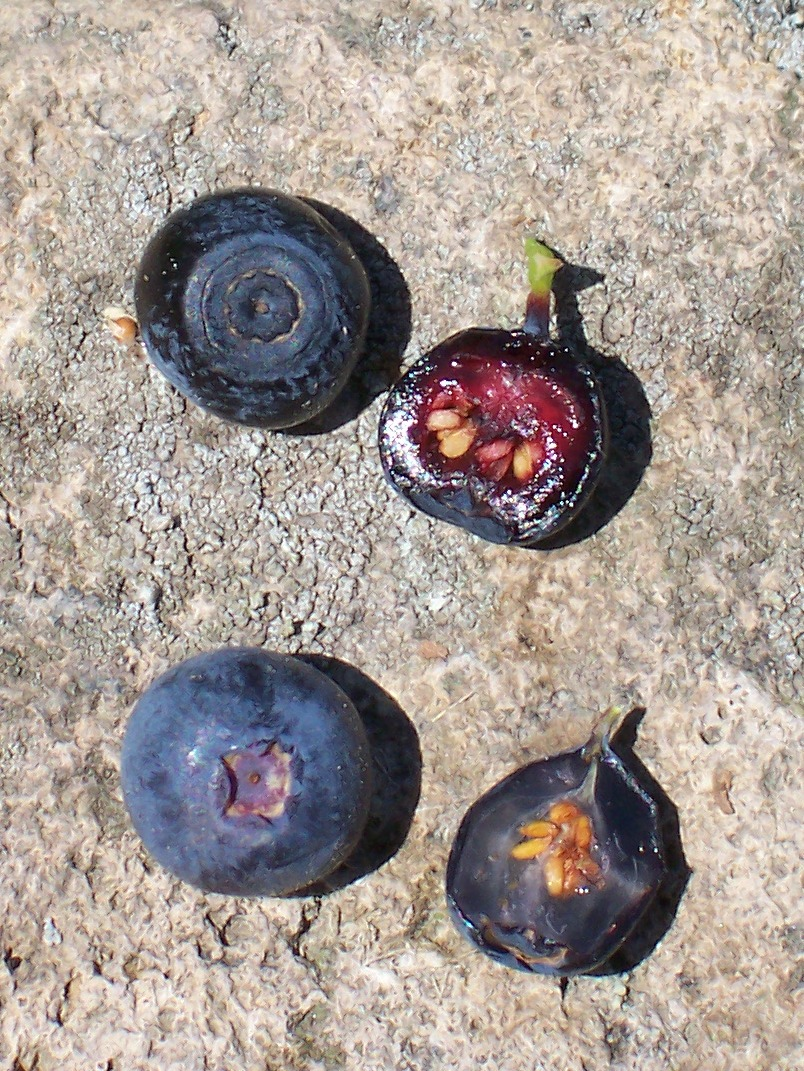
Vaccinium uliginosum (bas) comparé à Vaccinium myrtillus(haut)
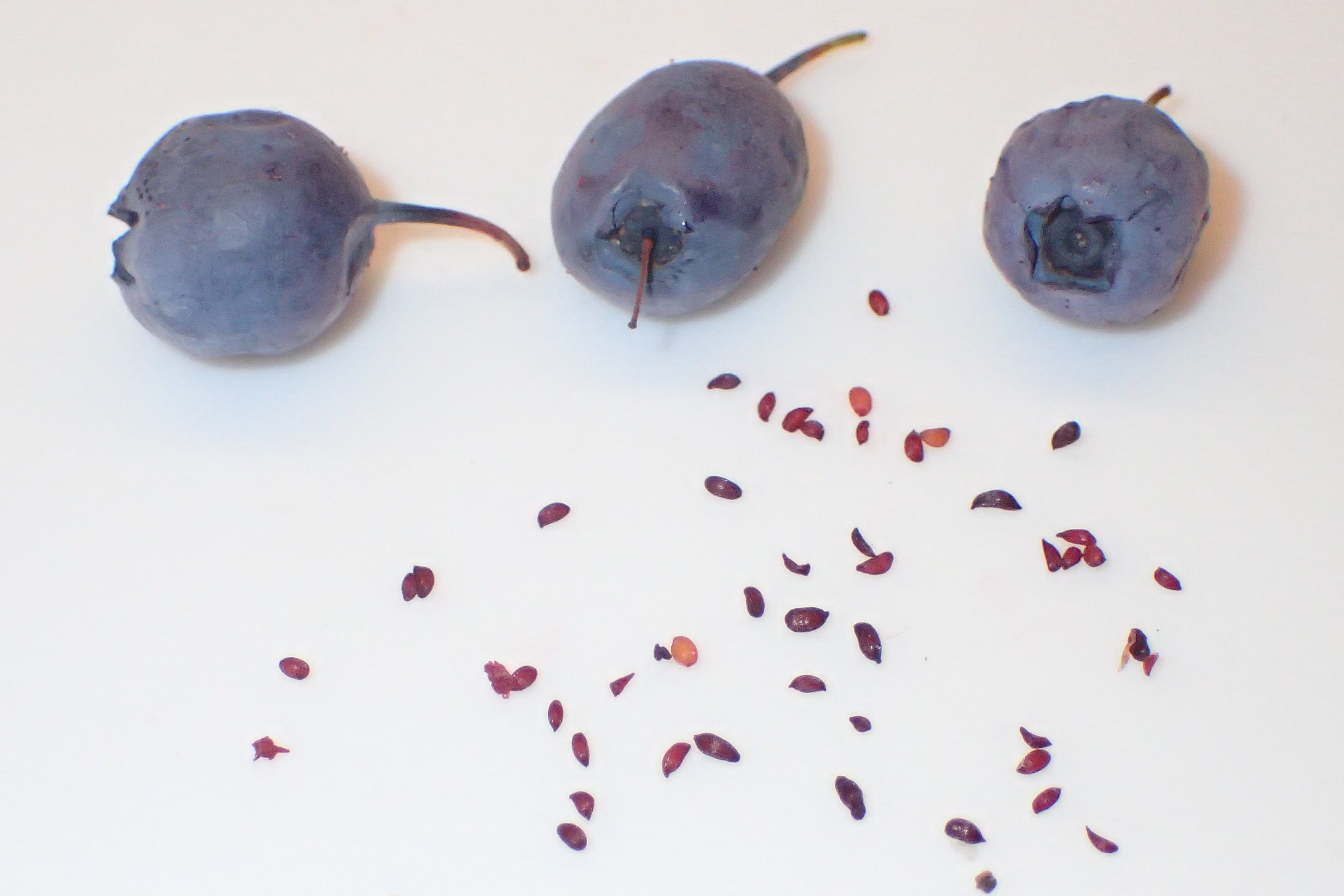
Fruits et graines
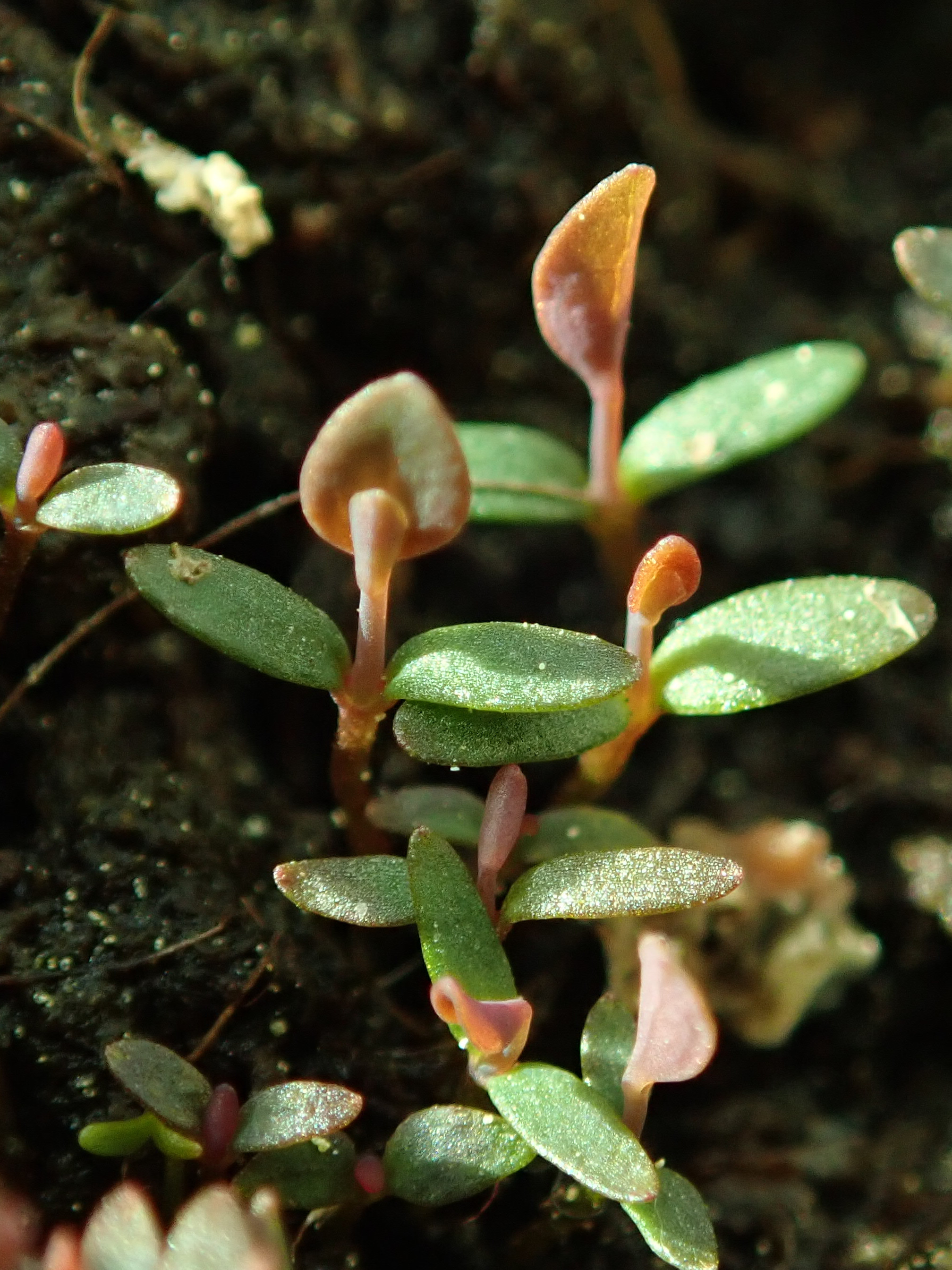
Plantules

Les feuilles de 15 à 25 mm de long, assez fines pour laisser apparaître un fin réseau de nervures, sont entières, obtuses au sommet et glauques. Les rameaux, de couleur brune, présentent une section arrondie (contrairement à Vaccinium myrtillus)
De mai à juillet, s'épanouissent des fleurs pendantes de 5 mm de long et de couleur verdâtre à blanchâtre. Elles sont visitées principalement par des reines de bourdons (surtout B. pratorum, et B. lucorum, mais aussi B. pascuorum, B. cryptarum, B. jonellus, d'autres hyménoptères dont l'abeille domestique (Apis mellifera) et diverses syrphidés (Diptères).
Les baies globuleuses, bleu noir, ressemblent beaucoup aux myrtilles (Vaccinium myrtillus) mais la pulpe intérieure est blanche et non rouge. Appelée également « myrtille aux loups », ce qui indique une qualité nutritive moindre que la myrtille commune.

## Taxinomie

### Synonymes

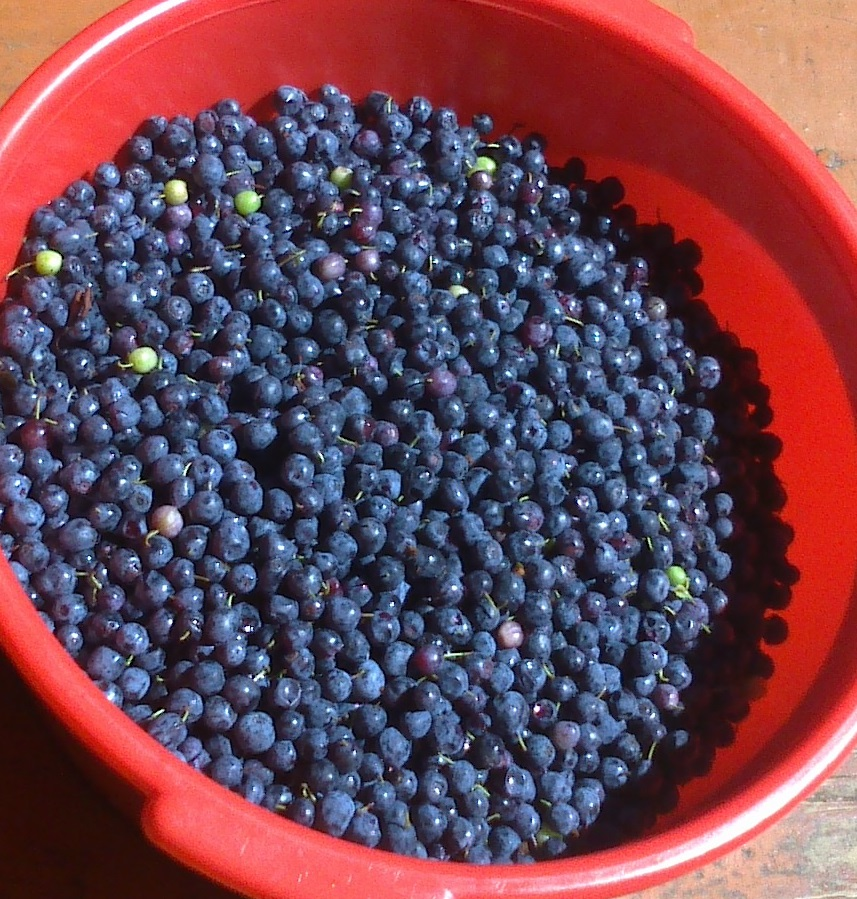
Myrtilles des marais recueillies dans les montagnes du Saïan oriental.

Selon Vascan :
- Vaccinium gaultherioides Bigelow
- Vaccinium microphyllum (Lange)
- Vaccinium occidentale A. Gray

### Liste des sous-espèces, variétés et formes

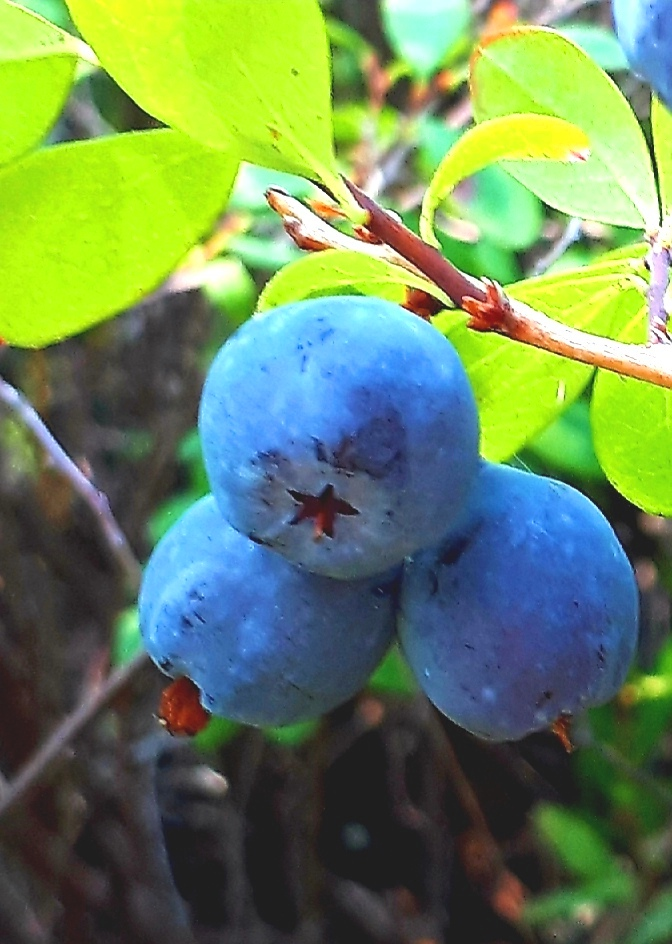
Bleuets en Sibérie orientale.

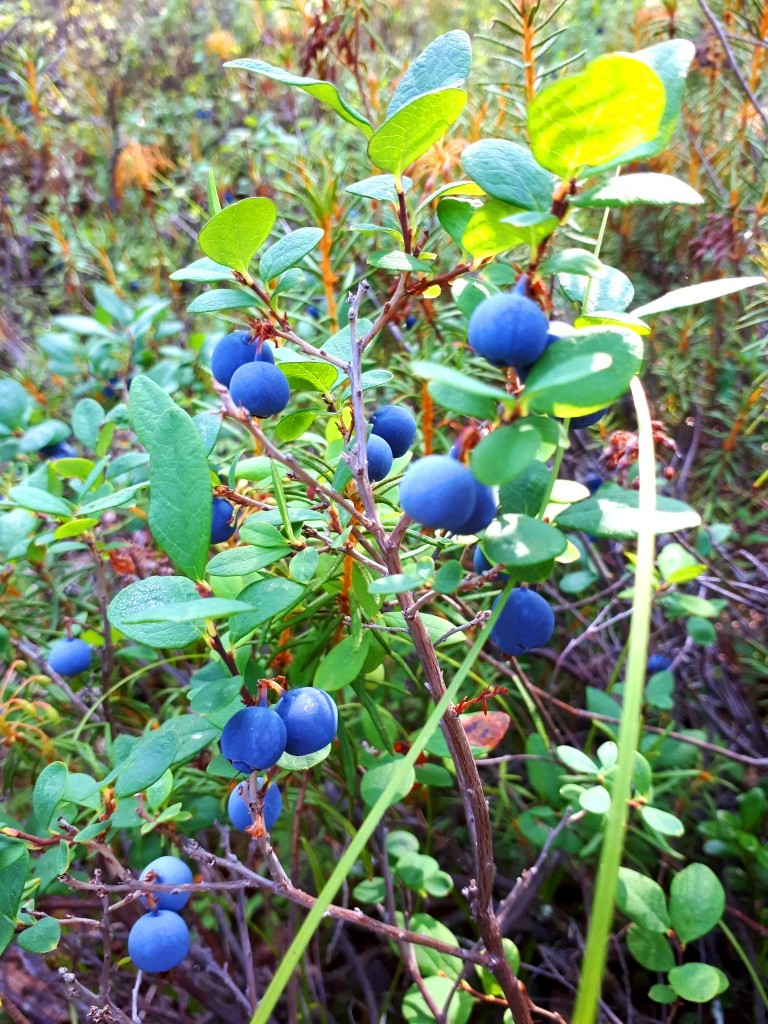
Myrtilles sur les branches d'un buisson.

Selon Tropicos (26 août 2013) (Attention liste brute contenant possiblement des synonymes) :
- Vaccinium uliginosum subsp. alpinum (Bigelow) Hultén
- Vaccinium uliginosum subsp. gaultherioides (Bigelow) S.B. Young
- Vaccinium uliginosum subsp. microphyllum Lange
- Vaccinium uliginosum subsp. occidentale (A. Gray) Hultén
- Vaccinium uliginosum subsp. pedris (Harshb.) S.B. Young
- Vaccinium uliginosum subsp. pubescens (Wormsk. ex Hornem.) S.B. Young
- Vaccinium uliginosum subsp. uliginosum
- Vaccinium uliginosum var. album J.Y. Ma & Yue Zhang
- Vaccinium uliginosum var. alpinum Bigelow
- Vaccinium uliginosum var. gaultherioides (Bigelow) Bigelow
- Vaccinium uliginosum var. langeanum Malte
- Vaccinium uliginosum var. occidentale (A. Gray) H. Hara
- Vaccinium uliginosum var. pedris Harshb.
- Vaccinium uliginosum var. pubescens (Wormsk. ex Hornem.) Hornem.
- Vaccinium uliginosum var. salicinum (Cham. & Schltdl.) Hultén
- Vaccinium uliginosum fo. langeanum (Malte) Polunin
- Vaccinium uliginosum fo. pubescens (Wormsk. ex Hornem.) Polunin

## Utilisations
Les baies de Vaccinium uliginosum sont comestibles. Elles peuvent parfois se retrouver mélangées à des cueillettes de Vaccinium myrtillus. La consommation en grandes quantités provoquerait cependant vertiges et migraines.
Des extraits de Vaccinium uliginosum entrent, pour leur pouvoir inhibiteur de la tyrosinase et anti-cytokines, dans la composition de produits cosmétiques destinés à lutter contre le vieillissement de la peau par les rayons ultraviolets.

## Ennemis
Les chenilles des papillons de jour (rhopalocères) suivants se nourrissent de Myrtille des marais :
- Colias chippewa
- Solitaire, Colias palaeno (Pieridae),
- Grand collier argenté, Clossiana euphrosyne,
- Nacré polaire Clossiana polaris (Boloria polaris)
- Petit collier argenté, Clossiana selene (Nymphalidae)[14].

### Bases taxinomiques
- (en) JSTOR Plants : Vaccinium uliginosum  (consulté le 26 août 2013)
- (fr) Belles fleurs de France : Vaccinium uliginosum (consulté le 26 août 2013)
- (en) Catalogue of Life : Vaccinium uliginosum L. (consulté le 16 décembre 2020)
- (en) Flora of North America : Vaccinium uliginosum  (consulté le 26 août 2013)
- (en) Flora of China : Vaccinium uliginosum  (consulté le 26 août 2013)
- (fr + en) ITIS : Vaccinium uliginosum  L. (consulté le 26 août 2013)
- (en) NCBI : Vaccinium uliginosum (taxons inclus) (consulté le 26 août 2013)
- (fr) Tela Botanica (France métro) : Vaccinium uliginosum  L. (consulté le 26 août 2013)
- (en) Tropicos : Vaccinium uliginosum L.  (+ liste sous-taxons) (consulté le 26 août 2013)